# Capestang
Capestang – miejscowość i gmina we Francji, w regionie Oksytania, w departamencie Hérault.
Według danych na rok 1990 gminę zamieszkiwały 2903 osoby, a gęstość zaludnienia wynosiła 73 osoby/km² (wśród 1545 gmin Langwedocji-Roussillon Capestang plasuje się na 135. miejscu pod względem liczby ludności, natomiast pod względem powierzchni na miejscu 100).